# Tizian-Valentino Scharmer
Tizian-Valentino Scharmer (* 13. Februar 2004 in Innsbruck) ist ein österreichischer Fußballspieler.

## Karriere

### Verein
Scharmer begann seine Karriere beim FC Wacker Innsbruck. Zur Saison 2018/19 kam er in die AKA Tirol. Zur Saison 2020/21 wechselte er nach Deutschland in die Jugend der TSG 1899 Hoffenheim. Bereits nach einem halben Jahr im Ausland kehrte er im Jänner 2021 aber wieder zu Wacker Innsbruck zurück, wo er fortan zum Profikader gehörte. Zu einem Einsatz kam er aber in der Saison 2020/21 nicht und so wurde er zur Saison 2021/22 zunächst in den Kader der Tiroler U-18-Akademie versetzt.
Im Februar 2022 wurde Scharmer dann allerdings erneut zu den Profis befördert. Zu einem Profieinsatz kam er allerdings erneut nicht, nach der Saison 2021/22 wurde dem Zweitligisten die Profilizenz entzogen. Daraufhin wechselte der Flügelspieler zur Saison 2022/23 zum Bundesligisten SV Ried, für dessen Amateure er spielen sollte. Im Mai 2023 debütierte er dann bei seinem Kaderdebüt auch für die Profis in der Bundesliga, als er am 30. Spieltag jener Saison gegen den SCR Altach in der 85. Minute für Belmin Beganović eingewechselt wurde. Dies blieb sein einziger Profieinsatz für Ried, das zu Saisonende aus der Bundesliga abstieg.
Zur Saison 2023/24 wechselte er dann zur zweiten Mannschaft des SK Sturm Graz.

### Nationalmannschaft
Scharmer spielte im Oktober 2018 erstmals für eine österreichische Jugendnationalauswahl. Im September 2021 debütierte er gegen Tschechien für die U-18-Mannschaft. Im September 2022 gab er gegen Litauen sein Debüt im U-19-Team.